# Vadim Spiridonov
Pour les articles homonymes, voir Spiridonov.
Vadim Semionovitch Spiridonov (Вади́м Семёнович Спиридо́нов), né le 14 octobre 1944 à Moscou et mort le 7 décembre 1989 à Moscou, est un acteur russe et soviétique, artiste émérite de la RSFSR en 1984 et lauréat du prix d'État de l'URSS en 1979.

## Biographie
Vadim Spiridonov naît dans la famille d'un ingénieur, et d'une mère comptable. La famille demeure dans le quartier de Sokolniki. Dès son enfance, il participe à des cercles d'acteurs en herbe. La famille déménage ensuite dans le quartier de Lefortovo. Après ses études secondaires, il entre à l'école-studio du MKhAT, mais en est renvoyé au bout de six mois à cause d'une bagarre pour une fille. Il travaille donc comme technicien au Théâtre Maïakovski, tout en faisant du théâtre amateur avec des amis pendant son temps libre à la maison de la culture « La Mouette ». Il passe son examen d'entrée en 1966 
à l'Institut d'art dramatique Boris Chtchoukine et à l'Institut national de la cinématographie. Dans ce dernier institut, il étudie dans la classe de Sergueï Guerassimov et de Tamara Makarova. Parmi ses condisciples, il y a Natalia Bondartchouk, Nikolaï Eremenko, Talgat Nigmatouline, Natalia Belokhvostikova, Natalia Arinbassarova, Nina Maslova.
Il apparaît à l'écran en 1969 dans un rôle de second plan étant encore étudiant en deuxième année, dans un film de son maître Guerassimov Au bord du lac Baïkal («У озера»). Ensuite Vassili Choukchine l'invite à jouer dans À bâtons rompus. En 1971, Spiridonov termine ses études du VGIK et devient acteur du Théâtre national d'acteur de cinéma.
Spiridonov est un artiste dramatique au grand don et tempérament. Il a créé des personnages authentiques dans des rôles négatifs. Son premier rôle d'importance est un ancien koulak, le policier Fiodor Makachine dans la dialogie d'Evgueni Matveïev (Amour terrien et Destin),. Ensuite, il enchaîne les premiers rôles, comme Fiodor Saveliev dans le feuilleton télévisé le plus long de l'époque en URSS: Appel éternel 
(«Вечный зов», 19 épisodes).
Spiridonov joue aussi des héros  positifs, militaires empreints de patriotisme, comme le capitaine Fliorov (Dompter le feu «Укрощение огня»), le colonel Deïev (La Neige en feu «Горячий снег»), le capitaine Volokh (Jusqu'à l'aube «Дожить до рассвета»), le capitaine Orekhov (Les Gens de l'océan «Люди в океане»), le commandant Boudionny (La Première compagnie de cavalerie «Первая конная») et Non soumis à divulgation «Оглашению не подлежит»), le colonel Iverzev (Les Bataillons demandent le feu «Батальоны просят огня»).
Il travaille aussi derrière l'écran en faisant des doublages dans une cinquantaine de films étrangers ou soviétiques. C'est lui qui double entre autres Alain Delon, Gérard Depardieu, Jack Nicholson, Michel Piccoli, Martin Landau, Sergiu Nicolaescu, Amitabh Bachchan.
Au milieu des années 1980, Spiridonov débute en qualité de réalisateur au studio «Mosfilm» où il tourne un court métrage sur un scénario d'Edouard Volodarski intitulé Deux hommes. En décembre 1989, Spiridonov commence à préparer son second film; mais le sort en décide autrement. En effet, le 7 décembre 1989, Spiridonov doit se rendre à Minsk pour commencer à tourner le rôle principal dans un film inspiré du roman de Vassili Bielov En avant toute, mais il meurt le soir même dans son sommeil.
Il est enterré le 10 décembre 1989 à Moscou au cimetière Vagankovo (division n° 13).

### Vie privée
- Épouse: Valentina Sergueïevna Spiridovna (née le 8 décembre 1941).

## Filmographie

### Acteur
- 1969 : Au bord du lac Baïkal: Constantin Konovalov, ouvrier d'usine
- 1971 : L'Exploit sur l'autoroute (Подвиг на шоссе), court métrage: le capitaine Korneïev
- 1972 : La Neige en feu: le colonel Deïev
- 1972 : À bâtons rompus: Vassili Tchoulkov
- 1972 : La Sibérienne (Сибирячка): l'ouvrier Prokhanov
- 1972 : Dompter le feu: le capitaine Ivan Fliorov
- 1972 : Piotr Riabinkine (Пётр Рябинкин): Piotr Riabinkine
- 1973 : Le Camarade de la brigade (Товарищ бригада): le brigadier Bessedine
- 1973-1983 : Appel éternel: Fiodor Saveliev
- 1974 : Amour terrien (Любовь земная): Fiodor Makachine
- 1974 : Les dix-huit ans d'un garçon (В восемнадцать мальчишеских лет): le commandant Sergueï Petrovitch
- 1975 : Survivre jusqu'à l'aube (Дожить до рассвета): le capitaine Volokh
- 1977 : Le Destin: Fiodor Makachine
- 1977 : Le Marécage: Stepan Bystrov
- 1978 : Les Copains (Однокашники): Andreï Rizodeïev
- 1979 : Père et Fils (Отец и сын): Roman Bastrykov'
- 1979 : Visite d'adieu de l'« Artiste » (Прощальная гастроль «Артиста»): le bandit Sobol
- 1980 : Les Gens de l'océan (Люди в океане): le capitaine Orekhov
- 1980 : La Jeunesse de Pierre Le Grand (Юность Петра, Younost Petra) de Sergueï Guerassimov : Fiodor Chaklovity
- 1981 : L'Argent fou: Egor Dmitrievitch Gloumov
- 1981 : La Contre-offensive (Ответный ход): le capitaine Chvets
- 1982 : L'Anniversaire (День рождения): le directeur du combinat
- 1982 : Qui frappe à ma porte… (Кто стучится в дверь ко мне…): l'ingénieur Igor Mikhaïlovitch
- 1982 : Comptes personnels (Личные счёты): Constantin Popov
- 1982 : Une gare pour deux: Oncle Micha (simplement photographie)
- 1983 : Les Demidov: Akinfi Demidov, industriel
- 1984 : La Première compagnie de cavalerie (Первая конная): Boudionny
- 1985 : Les Bataillons demandent le feu (Батальоны просят огня): le colonel Iverzev
- 1987 : La Dynastie des Batyguine (Династия Батыгиных): Nikolaï Batyguine
- 1987 : Non soumis à divulgation (Оглашению не подлежит): Boudionny
- 1988 : Les Pilotes (Пилоты): un pilote
- 1989 : Le Quartet criminel (Криминальный квартет): Lobanov, chef d'une bande criminelle
- 1989 : Un souvenir pour le procureur (Сувенир для прокурора): Evgueni Ivanovitch Ogorodnik (dernier rôle)